# 的形村
的形村（まとがたむら）は、兵庫県印南郡にあった村。現在の姫路市的形町各町にあたる。

## 地理
- 海洋：播磨灘
- 山岳：高坪山
- 河川：的形川、的形東川

## 歴史
- 1889年（明治22年）4月1日 - 町村制の施行により、的形村・福泊村の区域をもって発足。
- 1958年（昭和33年）1月1日 - 姫路市に編入。同日的形村廃止。

## 交通

### 鉄道路線
- 山陽電気鉄道
  - 本線
    - 的形駅

### 道路
現在は旧村域に播但連絡道路の姫路ジャンクションが所在するが、当時は未開通。